# Хроника Холодной войны (1977 год)
Хронология Холодной войны
- 1943
- 1944
- 1945
- 1946
- 1947
- 1948
- 1949
- 1950
- 1951
- 1952
- 1953
- 1954
- 1955
- 1956
- 1957
- 1958
- 1959
- 1960
- 1961
- 1962
- 1963
- 1964
- 1965
- 1966
- 1967
- 1968
- 1969
- 1970
- 1971
- 1972
- 1973
- 1974
- 1975
- 1976
- 1977
- 1978
- 1979
- 1980
- 1981
- 1982
- 1983
- 1984
- 1985
- 1986
- 1987
- 1988
- 1989
- 1990
- 1991

- 1 января: Чехословацкими интеллектуалами, включая Вацлава Гавела, подписана «Хартия-77».
- 20 января: Джимми Картер становится президентом Соединённых Штатов.
- 6 июня: Государственный секретарь США Сайрус Вэнс заверяет скептиков, что администрация Картера привлечёт СССР к ответственности за недавние подавления советских правозащитников.
- 27 июня: Джибути становится независимым от Франции.
- 30 июня: Администрация Картера отменяет программу ОКР по запланированному бомбардировщику B-1 «Лэнсер».
- 23 июля: Сомали нападает на Эфиопию, начинается война за Огаден.